# رمدا-تایشل
شهر رمدا-تایشل (به آلمانی: Remda-Teichel) در ایالت تورینگن در کشور آلمان واقع شده‌است.